# Брайден, Джон
Джон Бра́йден (англ. John Bryden; 1927 — 2012) — шотландский кёрлингист.
В составе мужской сборной Шотландии участник пяти чемпионатов мира (чемпионы в 1967, серебряные призёры в 1963, 1966, 1968). Пятикратный чемпион Шотландии среди мужчин, пятикратный чемпион Шотландии среди ветеранов.
Играл на позициях третьего и первого.

## Достижения
- Чемпионат мира по кёрлингу среди мужчин: золото (1967), серебро (1963, 1966, 1968).
- Чемпионат Шотландии по кёрлингу среди мужчин: золото (1963, 1965, 1966, 1967, 1968).
- Чемпионат Шотландии по кёрлингу среди ветеранов: золото (1984, 1985, 1986, 1987, 1988).

## Команды
| Сезон   | Четвёртый   | Третий       | Второй      | Первый          | Турниры                      |
| ------- | ----------- | ------------ | ----------- | --------------- | ---------------------------- |
| 1962—63 | Чак Хэй     | Джон Брайден | Алан Глен   | Джимми Хэмилтон | ЧШМ 1963 · ЧМ 1963           |
| 1964—65 | Чак Хэй     | Джон Брайден | Алан Глен   | Дэвид Хауи      | ЧШМ 1965 · ЧМ 1965 (4 место) |
| 1965—66 | Чак Хэй     | Джон Брайден | Алан Глен   | Дэвид Хауи      | ЧШМ 1966 · ЧМ 1966           |
| 1966—67 | Чак Хэй     | Джон Брайден | Алан Глен   | Дэвид Хауи      | ЧШМ 1967 · ЧМ 1967           |
| 1967—68 | Чак Хэй     | Джон Брайден | Алан Глен   | Дэвид Хауи      | ЧШМ 1968 · ЧМ 1968           |
| 1975—76 | Чак Хэй     | Джон Брайден | Алекс Янг   | Morris Morton   | [ 3 ]                        |
| 1983—84 | Билл Мюрхед | Tom Muirhead | Рой Синклер | Джон Брайден    | ЧШВ 1984                     |
| 1984—85 | Билл Мюрхед | Tom Muirhead | Рой Синклер | Джон Брайден    | ЧШВ 1985                     |
| 1985—86 | Билл Мюрхед | Tom Muirhead | Рой Синклер | Джон Брайден    | ЧШВ 1986                     |
| 1986—87 | Билл Мюрхед | Tom Muirhead | Рой Синклер | Джон Брайден    | ЧШВ 1987                     |
| 1987—88 | Билл Мюрхед | Джон Брайден | Рой Синклер | Jim McArthur    | ЧШВ 1988                     |

(скипы выделены полужирным шрифтом)